# Vöröses kénvirággomba
A vöröses kénvirággomba (Hypholoma lateritium) a harmatgombafélék családjába tartozó, Eurázsiában és Észak-Amerikában honos, lombos fák korhadó törzsén élő, nem ehető gombafaj. 

## Megjelenése
A vöröses kénvirággomba kalapja 4-12 cm széles; fiatalon alakja domború, később laposan kiterül; a közepén kis púp maradhat. Színe középen narancs- vagy téglavörös, vörösbarna, a széle felé sárgás, okkersárgás. Felülete sima, a szélén rányomott burokmaradványok lehetnek. Pereme fiatalon begöngyölt és gyakran fátyolmaradványoktól cafrangos.
Húsa világossárga. Szaga nem jellegzetes, íze enyhe vagy kesernyés.  
Sűrű lemezei tönkhöz nőttek. Színük eleinte halványsárga, majd sárgásbarnára, olívszürkére sötétednek; élük világosabb.
Tönkje 5-15 cm magas és 0,4-1,5 cm vastag. Alakja hengeres, görbülhet. Színe sárgás, a tövénél téglavörös. Felszíne benőtten szálas. Fiatalon pókhálószerű fátyol védi a lemezeket, melynek maradványa a tönk felső részén a spóraportól barnára színeződik.
Spórapora bíborbarna. Spórája ellipszoid, sima, mérete 6-8 x 3-4,5 μm.

### Hasonló fajok
A mérgező sárga kénvirággomba vagy az ehető fenyő-kénvirággomba hasonlíthat hozzá. 

## Elterjedése és termőhelye
Eurázsiában és Észak-Amerikában honos. Magyarországon gyakori.  
Lombos fák erősen korhadó törzsén, tuskóján, gyökerein található meg, többnyire kisebb-nagyobb csoportokban. Májustól decemberig terem. 

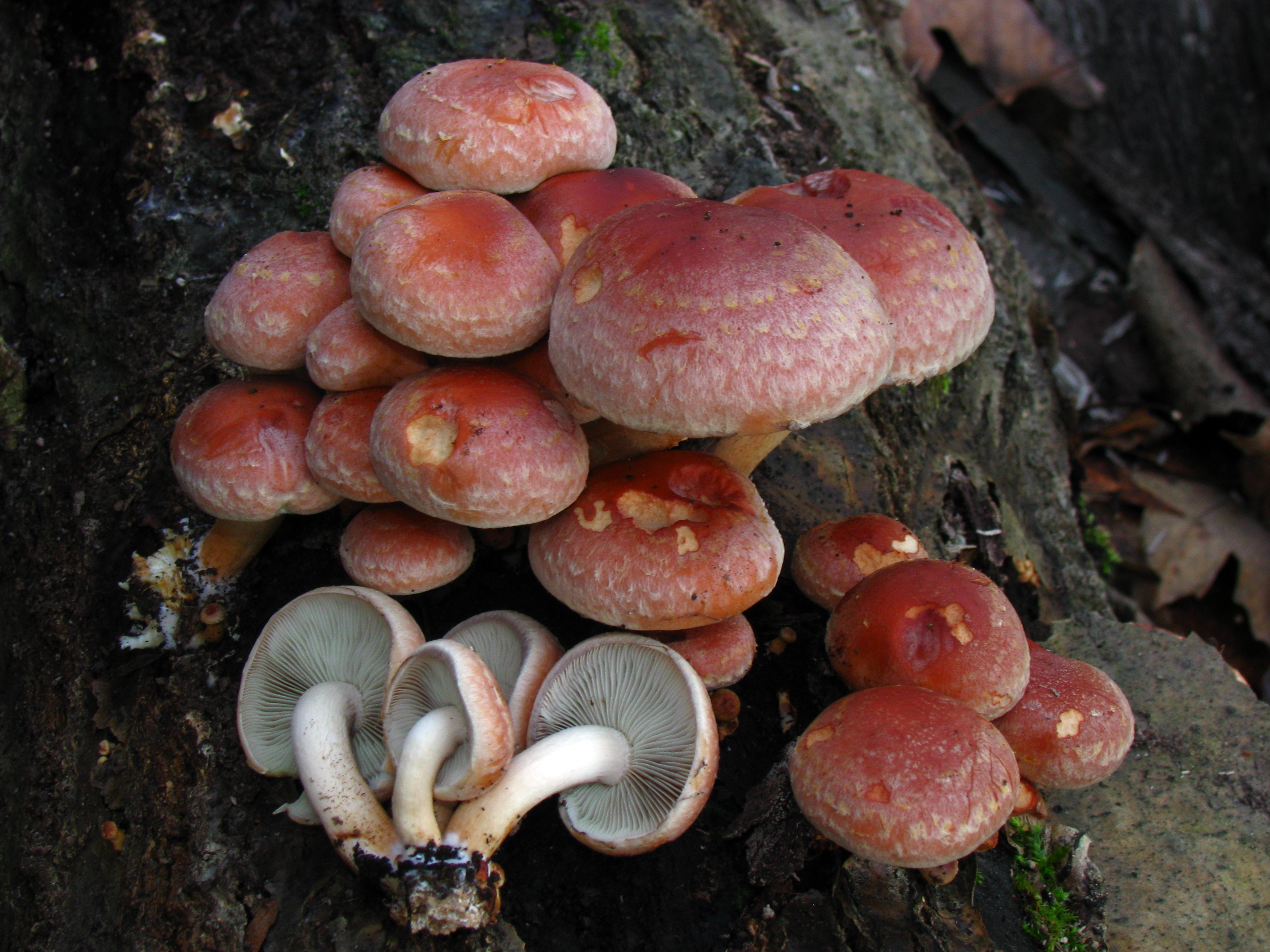
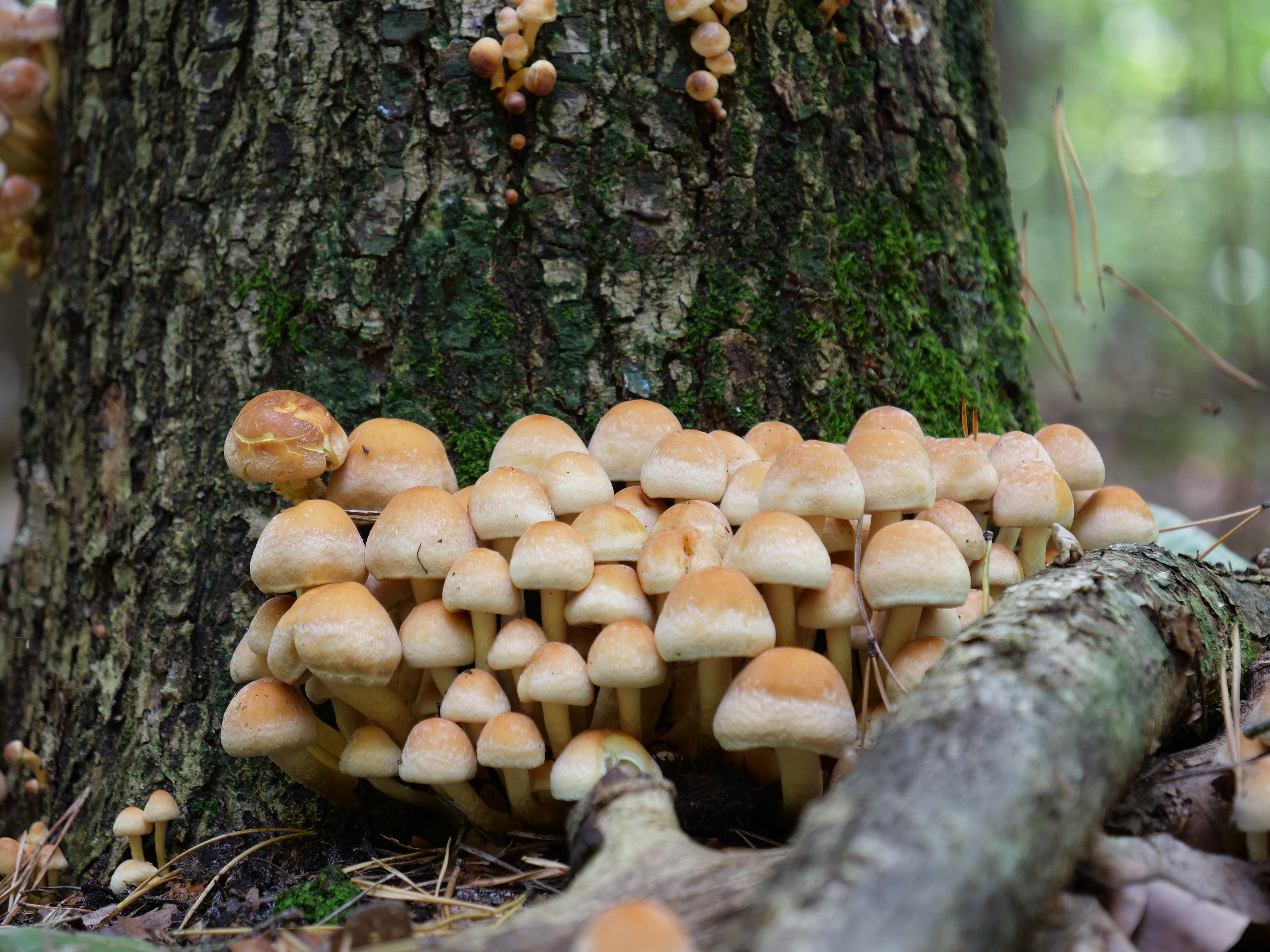
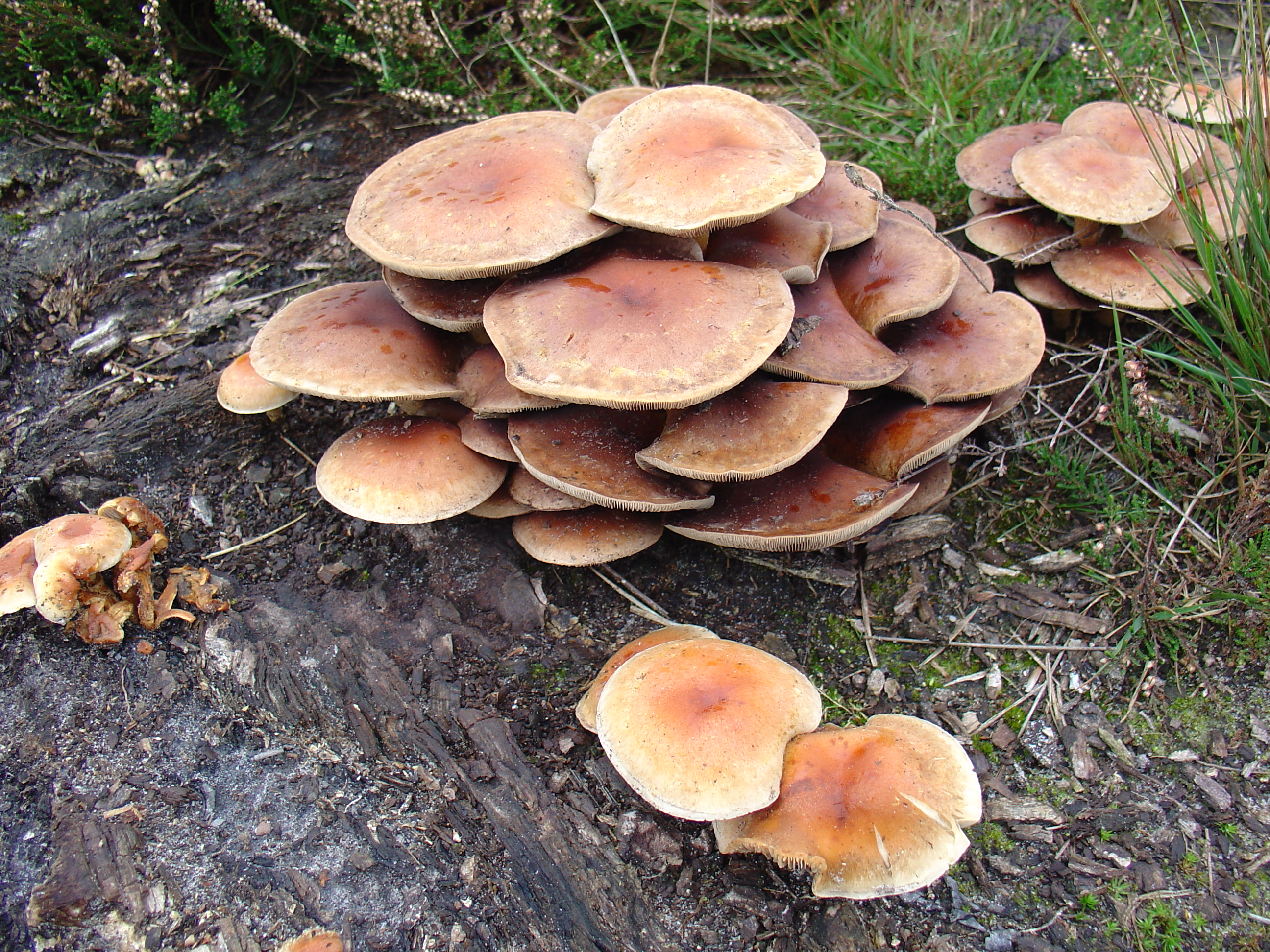
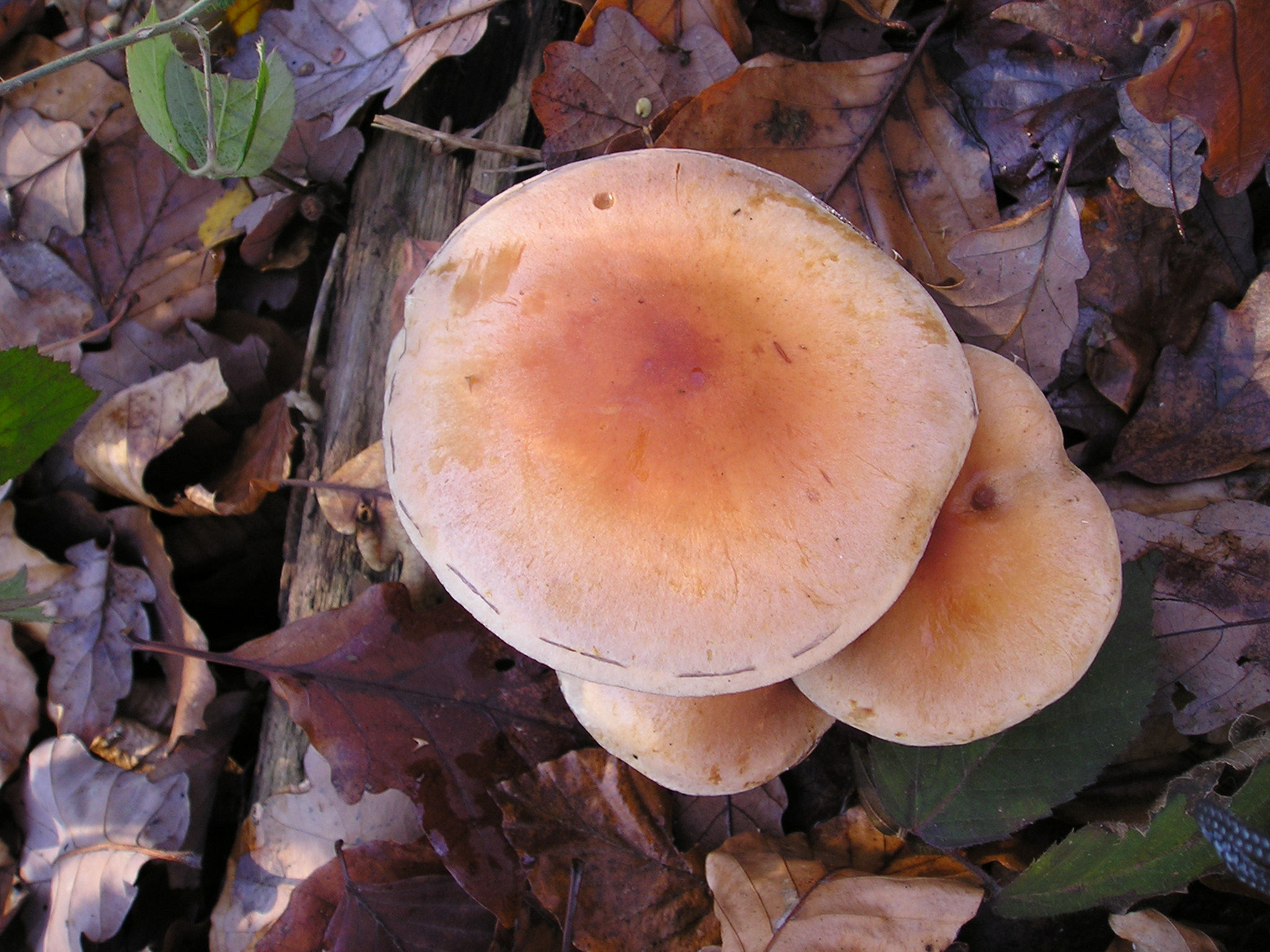
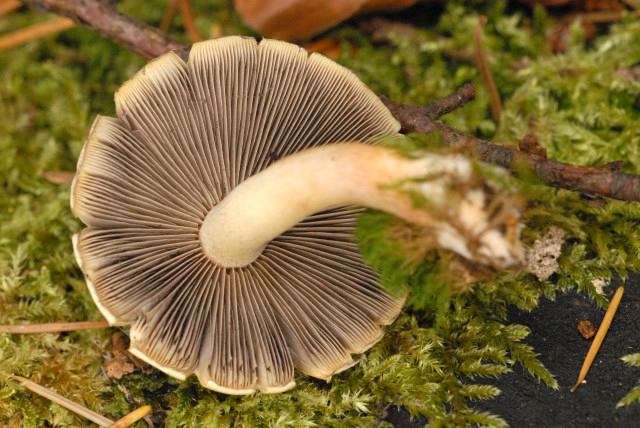
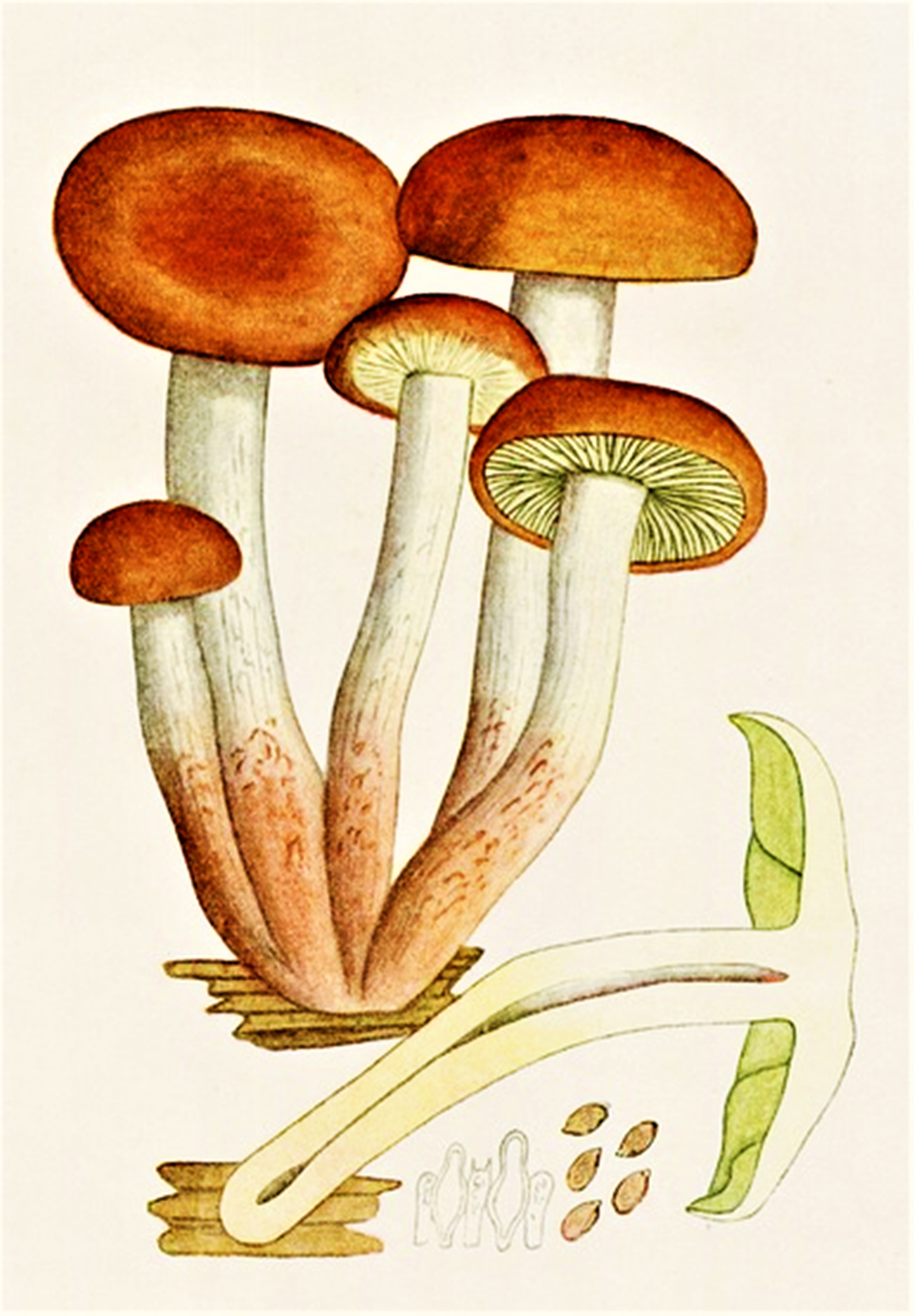

Nem ehető. 